# El Saturn Records
El Saturn Records is een Amerikaans platenlabel. Het werd rond 1956 in Chicago opgericht door jazz-muzikant Sun Ra, zijn broer Artis en zakenpartner Alton Abraham. Op het label (dat ook wel Thoth International of kortweg 'Saturn' werd genoemd) kwamen platen (zowel singles als lp's) uit van Sun Ra's Arkestra en doo-wop en rhythm & blues-zangers die aan hem waren gerelateerd. De platen werden in die tijd lokaal gemaakt en hadden vaak met de hand vervaardigde hoezen, sommige daarvan ontworpen door Sun Ra. Sublabels waren Saturn Research en Thoth Intergalactic.
Het label is nu eigendom van James-Stubbs-Abraham en Alton Stubbs en maakt deel uit van de Universal Music Group. Sinds enige tijd wordt op het label ook muziek in andere genres uitgebracht, zoals hiphop en rap. Op het sublabel Afterschool Sound Records wordt muziek van alternatieve rockmusici uitgebracht.

## Referentie
1. ↑  Sun Ra: El Saturn Artifacts